# Quartiere di Vieux Fort
Il quartiere di Vieux Fort è uno degli 11 quartieri in cui è divisa l'isola di Saint Lucia.